# Husayn Saral
Husayn Saral este un cetățean turc de etnie kurdă, arestat în România pentru un jaf armat în Turcia.
De asemenea a fost suspectat de legaturi cu PKK-ul.
Huseyin era cautat prin Interpol din 1998 pentru jaf în grup cu mână armată și executase deja o condamnare pentru omor, în Turcia.
A făcut obiectul unei operațiuni speciale a autorităților turce (poliție și servicii secrete) pentru o tâlhărie cu mână armată, săvârșită, împreună cu alți trei compatrioți, împotriva a patru oameni de afaceri turci, în localitatea Diyarbakır, din Turcia, pe data de 16 martie 1998.
Tâlharii au furat 500.000 de dolari și peste 22 kilograme de aur iar Huseyin a fugit direct în România, unde a intrat cu un pașaport falsificat, sub numele de Sunal Cebrail.
Cu același pașaport fals, Huseyin, alias Cebrail, a fost și la Moscova.
A avut câteva afaceri în Târgu-Mureș, Constanța și București.
În aprilie 2001, Huseyin a fost reținut la Otopeni de o echipă mixtă, formată din polițisti români și turci.
Asupra lui s-au găsit și droguri, iar alte patru persoane suspecte de acte de terorism au fost reținute.
Pe 25 septembrie 2001, la judecarea recursului împotriva unei hotărâri a Tribunalului București, de menținere în arest, avocatul acestuia, Ion Neagu a invocat, în baza unei noi legi a extrădării, lipsa de competență a instanței care i-a dat primul mandatul lui Huseyin, drept care, Curtea de Apel l-a pus în libertate.
În aceeași zi însă, serviciile secrete turce au aflat despre eliberare și au cerut centrului SECI de la București să fie din nou arestat în vederea extrădării.
Dupa re-arestarea acestuia și scandalul apărut în presă, Curtea de Apel nu l-a mai pus în libertate pe Saral, ci a admis, pe 4 octombrie 2001, cererea de extrădare din partea autorităților turce.
În noiembrie 2001, autoritățile române l-au extrădat pe Husayn Saral.
Polițiștii români l-au transportat pe Saral în Turcia, unde a fost preluat de autorități și încarcerat.